# Parti communiste de Turquie (1920)
Pour les articles homonymes, voir Parti communiste de Turquie.
Le Parti communiste de Turquie (en turc : Türkiye Komünist Fırkası ou Türkiye Komünist Partisi, abrégé TKP, parfois dénommé Tarihsel TKP ou Tarihî TKP pour le distinguer du parti homonyme créé par les autorités kémalistes) est un parti politique d'extrême-gauche ottoman puis turc fondé en 1920.

## La figure de Mustafa Suphi
Mustafa Suphi nait en 1883. Fils d'un haut fonctionnaire ottoman, il connait une enfance vagabonde. Il étudie à Paris après la Révolution Jeune Turque, et est proche des milieux unionistes (c'est-à-dire des Comités Union et Progrès). Il soutient en 1910 une thèse sur l'organisation du crédit agricole turc. Il retourne en Turquie à la fin de 1920, où il enseigne et publie des articles. Il se montre très anticolonialiste à partir de la guerre italo-turque de 1911. En 1912, il entre dans le Parti constitutionnel national, parti d'idéologie panturquiste. Celui-ci subit la répression après l'assassinat du premier ministre Mahmud Şevket, et Mustafa Suphi part en exil en Russie. Il y est emprisonné au début de la Première Guerre mondiale par le gouvernement tsariste. On ne connaît pas exactement la raison de son passage au bolchevisme. Il est employé à partir de mars 1918 par le Commissariat central musulman en Russie soviétique sous la direction de Mulla-Nur Vahitov et Sultan Galiev.

## Les premiers groupes russo-turcs et la formation du parti
Les groupes communistes turcs se consolident durant la guerre civile russe sur la base d'unités de propagande spéciale, agissant notamment parmi les peuples musulmans et turcophones de l'ancien empire tsariste, en Crimée et en Asie centrale. Leur organe de presse était le journal Yeni Dünya (Monde Nouveau en français). Son premier numéro parait le 27 avril 1918. Rédigé en turc osmanli, il est destiné en premier lieu aux prisonniers de guerre ottomans et hypothétiquement à cette époque aux « masses laborieuses » de Turquie. Son style très virulent contre les unionistes turcs mirent en avant Suphi, qui fut porté à la tête d'un comité de propagande chargé de diffuser des textes marxistes chez les turcophones, les arabophones et les persanophones. Dans le même temps, la réunion des militants communistes turcs est lancée. Du 17 au 23 juin, ces militants se réunissent à Kazan et décident de réunir une conférence un peu plus tard à Moscou. Le 22 juillet 1918 à Moscou, 20 délégués sont présents pour la Conférence des socialistes-communistes turcs. Cette conférence décide de former un parti socialiste-communiste turc avec un comité central de cinq membres, et de la réunion d'une autre conférence, qui n'aura jamais lieu. Ce parti existait surtout sur le papier, sa plus puissante section, celle de Kazan, comptant 40 membres.
Les cellules communistes turques étaient alors soit au sein du Parti socialiste des travailleurs et des paysans de Turquie, basé à Constantinople, soit dans l'armée verte, soit en Russie soviétique.
À partir du début de l'année 1920, ces groupes se rassemblent à Bakou et à Tachkent en Ouzbékistan, et commencent à organiser la propagande en Anatolie via des réseaux maritimes ou terrestre. L'organisation russe, embryonnaire (environ 200 membres), dispose d'une section de propagande, d'un service secret et même de brigades de volontaires armées. Un congrès rassemblant toutes les cellules en Russie et Turquie est ouvert le 10 septembre 1920. Rassemblant 74 délégués, le congrès élit un comité central comportant notamment Mustafa Suphi comme président, Ethem Nejat comme secrétaire général, Hilmioğlu Hakkı, Süleyman Nuri. L'« Appel aux travailleurs de Turquie » fut diffusé à la suite de ce congrès. Il contient un programme plutôt modéré, n'impliquant pas de bouleversement social très important, mais une série de mesures sociale progressiste. 
En Turquie, pour contrer l'influence naissante des communistes, Mustafa Kemal met en place en octobre 1920 un parti communiste « officiel », inféodé à son gouvernement, et que plusieurs de ses amis dirigent. En réaction, dès novembre 1920, le Parti communiste populaire de Turquie est fondé pour agir en Anatolie. Même s'il reste techniquement indépendant du TKP de Bakou, plusieurs des membres de ce dernier sont à des postes dirigeants. Son principal dirigeant est Salih Hacıoğlu. 
Mustafa Suphi et quinze de ses camarades choisirent de rentrer en Turquie au début de 1921. Les kemalistes sont très hostiles à leur retour, et organisent une série de protestations contre eux. Arrivé à Trébizonde, ils s'embarquent sur une chaloupe à moteur avec l'espoir de se rendre à Constantinople. Les faits sont peu clairs ensuite, assassinat ou accident, mais les quinze militants meurent durant le voyage. Cette mort coïncide avec une vague d'arrestation de membres du parti et du PCPT en Turquie même, à Ankara et Eskisehir, ce qui porte un coup d'arrêt à leur développement, 200 militants sont arrêtés ainsi que Salih Hacıoğlu, condamné à quinze ans de prison. Seule l'organisation de Constantinople survécut, autour de Şefik Hüsnü, de sa revue Clarté (Aydınlık) et du parti socialiste des travailleurs et des paysans de Turquie.

## Le second congrès
En mars 1922, les dirigeants du PCPT furent amnistiés et le parti à nouveau autorisé. L'organisation de Bakou avait intégré depuis la mort de Suphi ses rangs. Le parti était très lié avec le Komintern, qui lui demandait de soutenir le gouvernement d'Ankara au nom de l'anti-impérialisme. Affirmant que le premier congrès du parti s'était tenu à Bakou en septembre 1920, le PCPT réunit le second congrès en août 1922. Salih Hacıoğlu fut élu comme secrétaire général d'un parti qui comptait 300 membres. Le gouvernement turc choisit de réprimer une nouvelle fois le PCPT à la fin de l'année 1922, en interdisant son journal et en emprisonnant ses dirigeants.
Il fut décidé lors du IVe Congrès du Komintern de constituer un parti communiste unifié en Turquie, par la fusion du Parti communiste des peuples de Turquie, du Parti socialiste des travailleurs et des paysans de Turquie, du « Syndicat international des travailleurs » (organisation syndicale issue de la Maison du Travail. Dirigée par Maximos, elle regroupait surtout des travailleurs grecs, arméniens et juifs de Constantinople ; son journal était rédigé en grec) ainsi que d’un groupe arménien existant dans cette ville. Un bureau organisationnel composé de représentants des divers groupes fut installé à Constantinople pour mener à bien la fusion.
Mais entre la fin 1922 et le début de 1923, la répression avait réussi à démanteler les organisations du PCPT à Ankara et d'autres villes d’Anatolie. En mars 1923, Salih Hacıoğlu fut arrêté à Constantinople ; en mai, ce fut le tour des autres dirigeants du PSOP (certains, comme Maximos, réussirent à fuir à l’étranger) : leur procès se solda par leur acquittement, les accusés ayant argué avec succès qu'ils n'avaient jamais enfreint la légalité et que les travailleurs n'étaient pas « organisés pour la révolution sociale ». Malgré cette répression qui lui fit perdre de nombreux militants, le Parti communiste turc réussit à maintenir ou à reprendre son activité, en profitant en particulier de la vague de grèves de l'automne 1923 où participèrent 15 000 ouvriers.

## Personnalités membres du Parti communiste de Turquie
- Mustafa Suphi (fondateur)
- Ruhi Su
- Nâzım Hikmet
- İlkay Akkaya